# جلوكونيت
الجلوكونيت (بالإنجليزية: Glauconite)‏ ، هو أحد المعادن الشائعة في الصخور الرسوبية الغنية بالحديد خاصة في رواسب الرمال الخضراء. وهو مادة لامعة خضراء معدنية تشبه رقائق الميكا أو كتل الطين الصغيرة. ويسمى النوع شبه النقي الرمل الأخضر، حيث يستعمل مُيسِّرًّا مائيًا.

## التسمية
اشتق اسم الجلوكونيت من الكلمة الإغريقية «جلوكوس» وهي تعني أخضـر مزرق، ومن الشائع استخدام مصطلح جلوكونيت في معنيّين الأول معدني ويعني المعدن الأخضـر المزرق إلى الأسود المخضـر الذي يُعرف بواسطة علماء المعادن بالجلوكونيت. أما المعنى الثاني فهو شكلي، ويدل على وجود كريات (حبيبات) صغيرة خضـراء ترابية مستديرة، بعضها مكون من معدن الجلوكونيت والبعض الآخر عبارة عن تصاحب من طبقات مختلطة من معدن الجلوكونيت مع معدن أخرى ذات بنيات مركبة من ثلاث طبقات (ثلاثية الطبقات).

## التاريخ
تُعتبر نشأة الجلوكونيت لغزاً محيراً لزمن طويل ولكن ظهور بعض الحقائق والدلائل سمح بوضع نظريات قابلة للتحقيق عن أصل هذا المعدن ونشأته. فبسبب تصاحبه الشائع مع البقايا العضوية، اعتقد البعض أن وجود المواد العضوية ضروري لتكوين هذا المعدن.
وقد أدت زيادة نسبة أيون الحديدوز (Fe+2) على أيون الحديديك (Fe+3) في الجلوكونيت وكذلك ثبات هذه النسبة وتماثل المحتوى المغنسيومي ووجود بعض التصاحبات المعدنية الخاصة مثل الكبريتيدات الحديدوزية الرسوبية والبقايا العضوية إلى الاعتقاد بأنه يتكون في بيئة ليست شديدة الاختزال.
والجلوكونيت معدن ثانوي موضعي النشأة يتكون نتيجة للإحلال أو عمليات النشأة اللاحقة لمعادن الميكا مثل البيوتيت، ومعادن الطين مثل المونتموريلونيت في بيئة بحرية ضحلة وظروف متوسطة الاختزال، بحيث يكون معدل الترسيب بطيئاً جداً ومياه البحر متحركة لتسمح للمواد التي تكون الجلوكونيت بالتحلل الكامل قبل الدفن.
وقد أعلن عن رؤية المعدن للمرة الأولى في سُفن حملة تشالنجر [الإنجليزية] ما بين عامي 1872 - 1876.

## الخواص
يتبلور الجلوكونيت في فصيلة أحادي الميل، ويوجد على هيئة حبيبات أو كريات صغيرة دقيقة التبلور تشكل أحياناً تجمعات بلورية وأحياناً أخرى بلورات منفردة. ولم يشاهد الجلوكونيت أبداً على هيئة بلورات كاملة الأوجه، وغالباً ما توجد حبيباته على هيئة حشوات تملأ أصداف المثقبات (الفورامنيفرا).
لون المعدن أخضـر مصفر إلى أخضر زيتوني داكن. وهو يضفي على الرواسب التي تحويه لوناً مخضـراً ويبدو أن لون الجلوكونيت يعتمد على كمية أيون الحديدوز الداخلة في تركيبه. فزيادة Fe+2 تؤدي إلى تعميق تدريجي لصبغته الخضـراء.
والجدير بالذكر أن الجلوكونيت في الرواسب القديمة يحوي كمية من أيون الحديدوز أقل مما في الرواسب الأحدث. ولذلك فإن لونها الأخضـر يبدو شاحباً بالنسبة للون الرواسب الحديثة. وصلادة المعدن بالنسبة للجلوكونيت هو 2 وله انفصام تام في اتجاه واحد هو اتجاه المحور البلوري الرأس، ووزنه النوعي يتراوح بين 2.4-2.95، ومعامل انكساره = 1.62.

## التركيب
التركيب الكيميائي هو سيليكات البوتاسيوم والألومنيوم المائية، ويحتوي على أيون الحديدوز والحديديك وبعض المغنسيوم. والجلوكونيت من الناحية الكيميائية سليكات مائية لكل من البوتاسيوم والحديد. ربما يكون تركيبه الأصلي قد تم من مادة بيوتايت وهي ميكا لونها داكن. ولكن بعض المواد الأخرى، وربما المواد العضوية، قد تتحول إلى الجلوكونيت؛ الذي يتكون ببطء من مياه البحر.
والجلوكونيت من معادن الطين يشبه الالليت في التركيب، وكذلك يشبه البيوتيت (ميكا) في خواصه البصـرية والكيميائية وبنيته البلورية، حيث يتبع مجموعة السيليكات الصفائحية أو الورقية والتي سُميت كذلك لأن معظم أفرادها ذات هيئة قشـرية أو رقائقية، وتنفصم في اتجاه رئيسـي واحد. وهي عادة مطاوعة قابلة للثني، ووزنها النوعي منخفض نسبياً وجميع هذه الخصائص تعزى إلى بنيتها المميزة، والتي تتكون من صفيحة مستمرة الامتداد من رباعيات الأوجه السليكانية.
والبنية الأساسية لهذه المعادن تتركب من ارتباط صفيحتين من رباعيات الأوجه على جانبي صفيحة من ثمانيات الأوجه المكونة من المجموعات الكاتيونية (Al3+, Mg+2). وهذه البنية تكون متعادلة كهربياً ولكن أحياناً يحل الألومنيوم محل السيليكون في رباعيات الأوجه، مما يسبب ظهور شحنة سالبة حرة على سطح طبقات البنية وهذا يؤدي إلى ربط كاتيونات أحادية التكافؤ (مثل K+، Na+) بين الطبقات.
ويحتوي الجلوكونيت إلى جانب ذلك على كميات من العناصر الضئيلة النادرة مثل البيريليوم، والكوبلت، والكروم، والنيكل، والفناديوم واليورانيوم وغير ذلك.

## الأهمية والاستخدام
من أهم استعمالات الجلوكونيت استعماله في معالجة الماء العسـر، حيث عرفت قابلية الجلوكونيت لتبادل الأيونات (الكاتيونات والأنيونات). واستغلت هذه الخاصية لتنقية المياه بإزالة الحديد والمنجنيز والكبريتيدات من الماء، ولكن هذا الاستعمال لم يعد أيضاً ذا أهمية تذكر حيث حل محله الفينول فورمالدهيد الغروي ثم السترين الغروي إذ أنّ له قدرة أكبر على معالجة الماء العسـر دون أن يتأثر بدرجة حرارة الماء.
ونظراً لمحتوى الجلوكونيت من البوتاسيوم والفوسفات، فقد استُخدم الرمل الأخضـر في هيئة سماد لتحسين التربة وتغذية النباتات والمحاصيل الزراعية، ولكن بسبب صعوبة انطلاق أيون البوتاسيوم ووجود بعض المركبات الضارة بالنباتات مثل الكبريتيدات، وتوافر أملاح ذات محتوى بوتاسي أعلى من مصادر معدنية أخرى، وكذلك تصنيع أسمدة مركبة جاهزة ذات قيمة غذائية قابلة للضبط، فقد قل استخدام الرمل الأخضـر للأغراض الزراعية.
يُستعمل الجلوكونيت في أوروبا لاستخدامه في إنتاج صبغات معدنية وبويات خضـراء وصناعة الزجاج الأخضر وعمل مادة إضافية لاحمة في صناعة الطوب. كذلك استعمل الجلوكونيت كمنشط كيميائي، وفي امتصاص السوائل الملونة ومياه المجاري وكعامل لصقل وتلميع الزجاج.
كما يُشكل الجلوكونيت أهمية كبرى للجيولوجيين، لتأريخ الصخور والأحافير، وذلك لاحتوائه على مادة البوتاسيوم. ويحتوي البوتاسيوم الطبيعي على عدد من الذرات ذات النشاط الإشعاعي الذي يتحلل بنسبة ثابتة معروفة إلى غاز الأرجون. وبمقارنة البوتاسيوم مع الأرجون في عينة من الجلوكونيت يستطيع الجيولوجي تحديد عمر العينة.